# Willy Spühler
Willy Spühler (31. ledna 1902 Aussersihl – 31. května 1990) byl švýcarský ekonom a politik, člen Sociálnědemokratické strany Švýcarska. Vystudoval Curyšskou univerzitu, pracoval v bance a poté na curyšské radnici, za druhé světové vlády vedl Centrum pro válečné hospodářství, v padesátých letech stál v čele veřejnoprávního rozhlasu SRG SSR. Od roku 1938 byl poslancem parlamentu, v roce 1959 byl zvolen do Spolkové rady, v níž zasedal do roku 1970. Byl ministrem dopravy a energetiky (1960–1965) a ministrem zahraničí (1966–1970), v letech 1963 a 1968 zastával funkci prezidenta.
V srpnu 1968 na půdě švýcarského parlamentu tvrdě odsoudil invazi vojsk Varšavské smlouvy do Československa a vyzval úřady k pomoci československým žadatelům o azyl. Za tento čin mu byl v roce 2003 udělen in memoriam Řád Tomáše Garrigue Masaryka.
Zasloužil se také o vstup Švýcarska do Organizace spojených národů, o zavedení volebního práva žen a přistoupení země ke Smlouvě o nešíření jaderných zbraní. Po odchodu z politiky působil ve vedení nadace Pro Helvetia.